# Miquel de Ferrer i de Marimon
Miquel de Ferrer i de Marimon (? - 1552) fou Cavaller de l'Orde de Sant Joan i Gran Prior de Catalunya (1537-1551). Va ser el 61è President de la Generalitat de Catalunya (1552-1552), elegit el 23 de febrer de 1552, només va ésser uns mesos al càrrec per raó de la seva mort.

## Biografia
Era fill de Galceran Ferrer i de Gualbes, Batlle general del Principat i membre de l'Orde de l'Esperó d'Or i de Leonor de Marimon.
Miquel de Ferrer va estar present a les Corts de 1528, 1537, 1542 i 1547.
Va morir prematurament el 23 d'agost de 1552. Es va fer una nova extracció que recaigué en Joan de Tormo.